# (532184) 2013 OR11
(532184) 2013 OR11 est un centaure d'environ 190 kilomètres de diamètre, découvert par le programme Pan-STARRS.